# لی بردبری
لی بردبری (انگلیسی: Lee Bradbury؛ زادهٔ ۳ ژوئیهٔ ۱۹۷۵) یک بازیکن فوتبال است.